# Castelfiorentino
Castelfiorentino és un municipi situat al territori de la ciutat metropolitana de Florència, a la regió de la Toscana, (Itàlia).
Castelfiorentino limita amb els municipis de Certaldo, Empoli, Gambassi Terme, Montaione, Montespertoli i San Miniato.

## Galeria de fotos

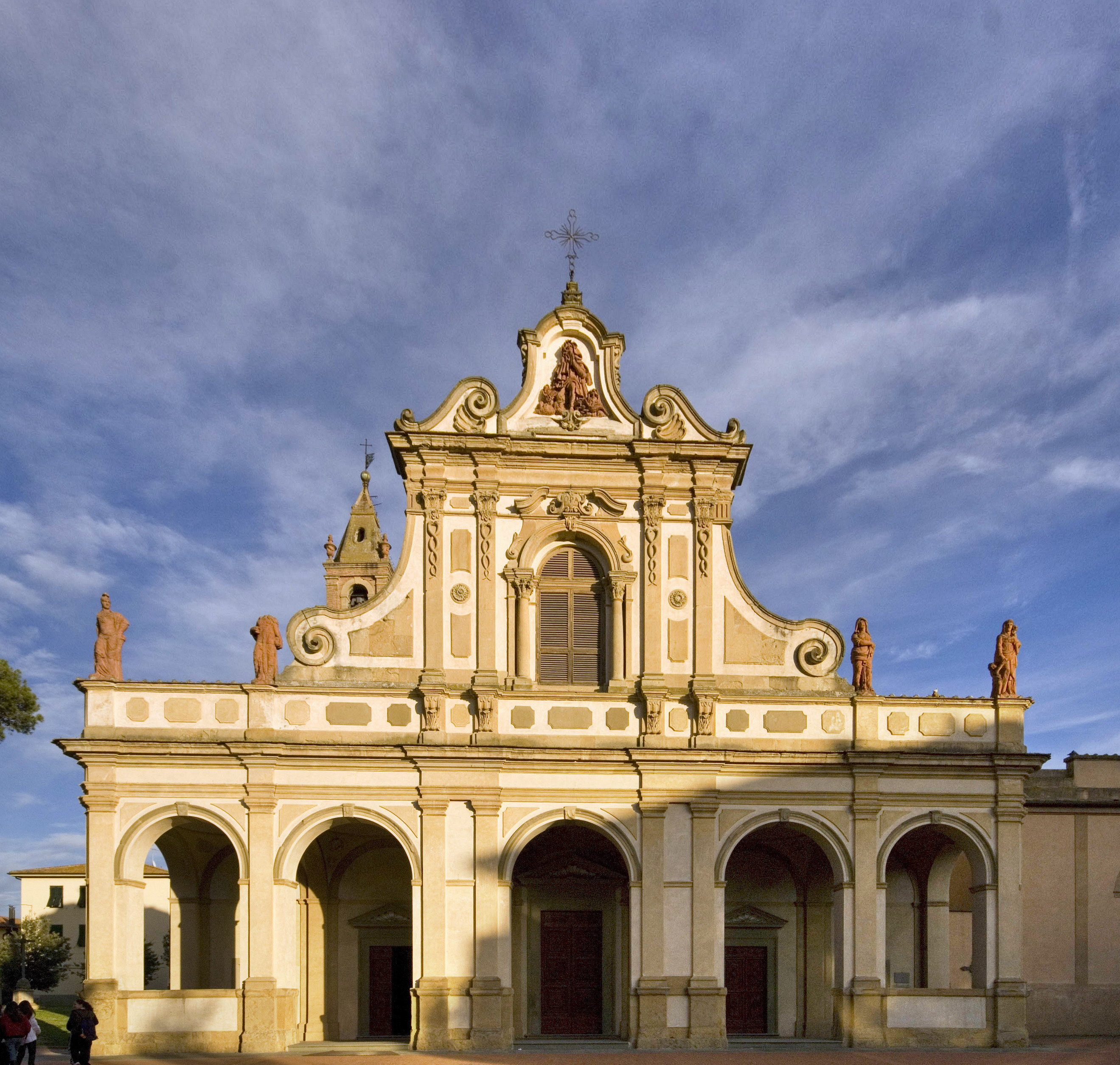
Església de Santa Verdiana
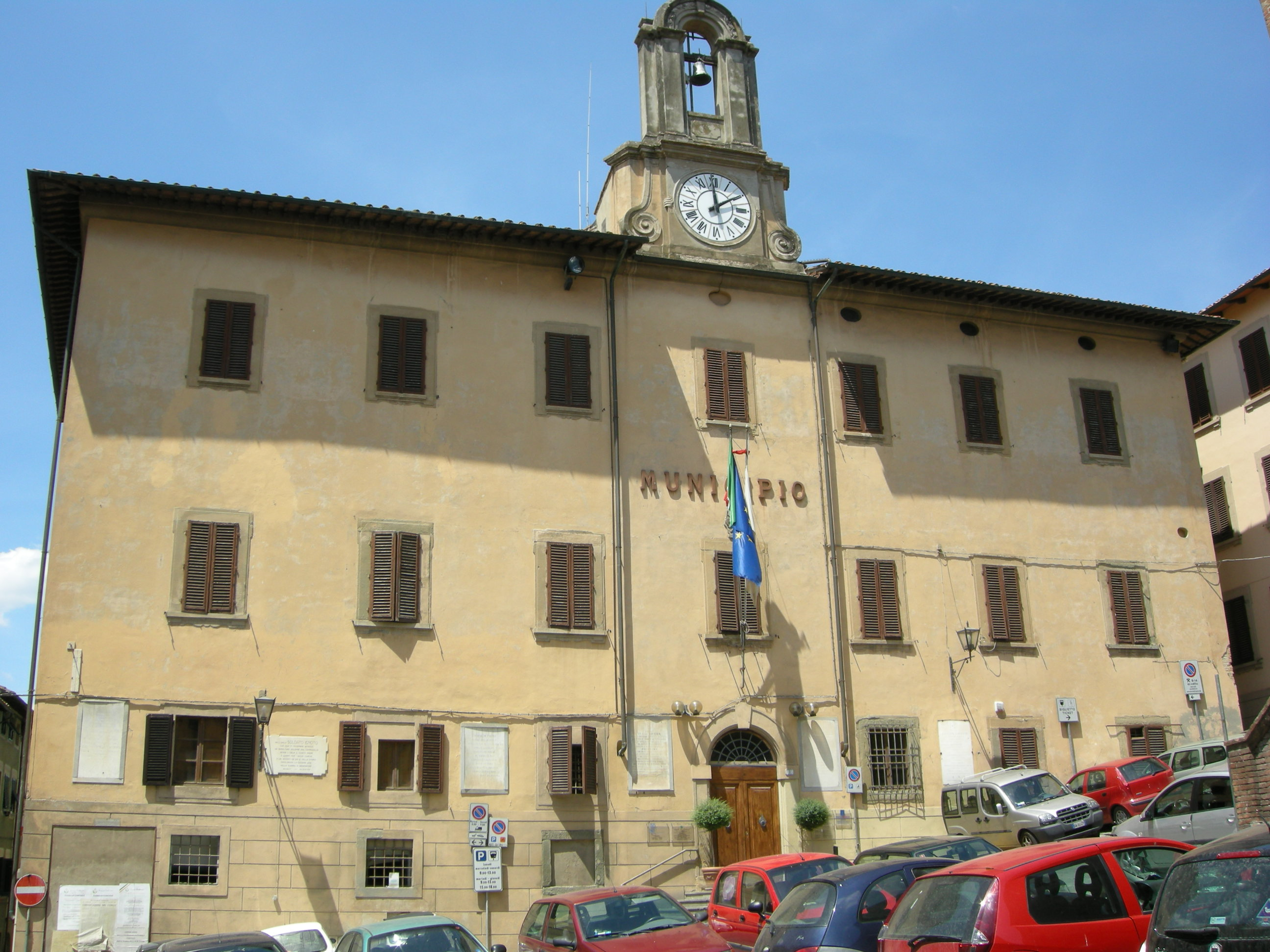
Ajuntament
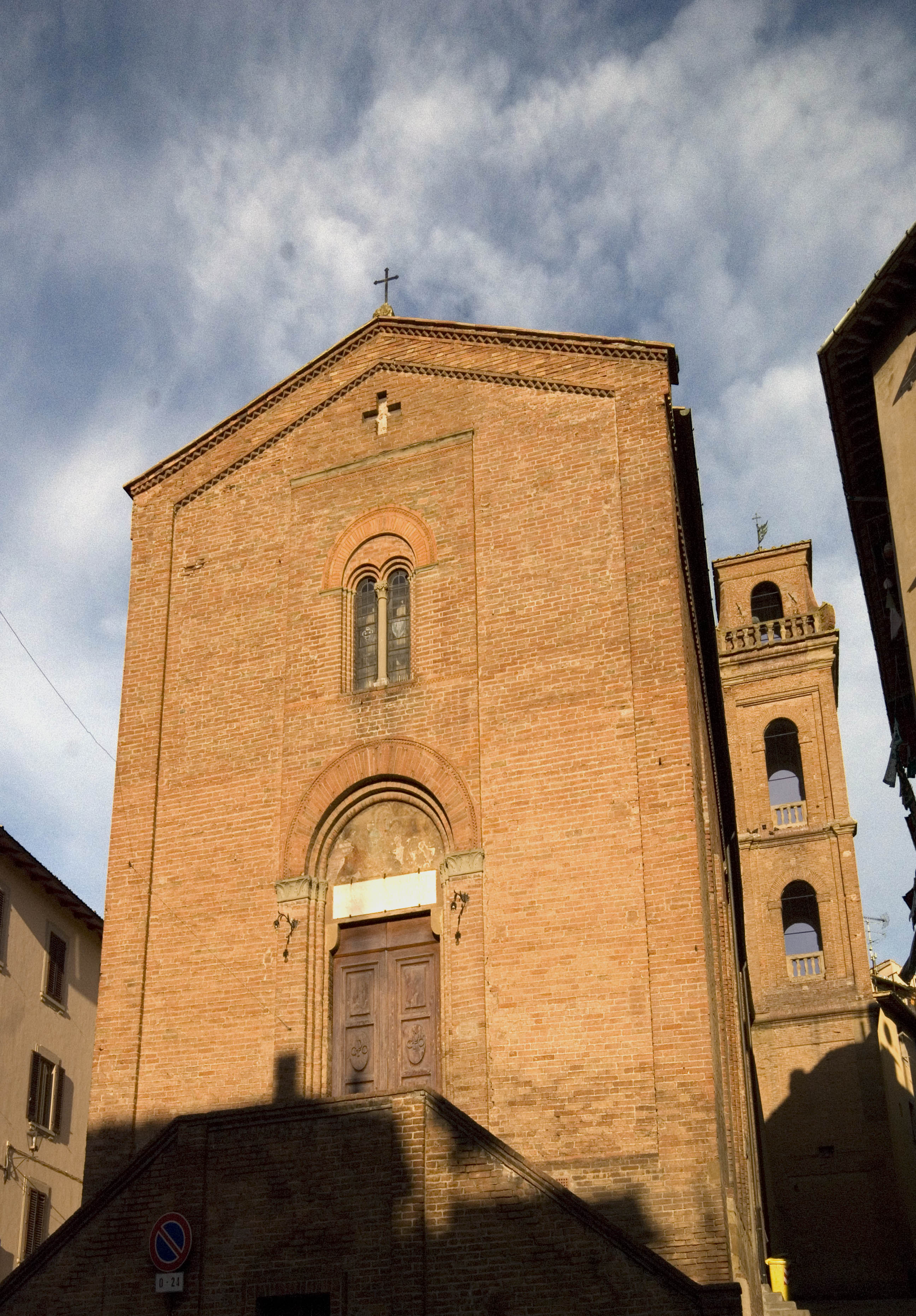
Col·legiata de Sant Llorenç
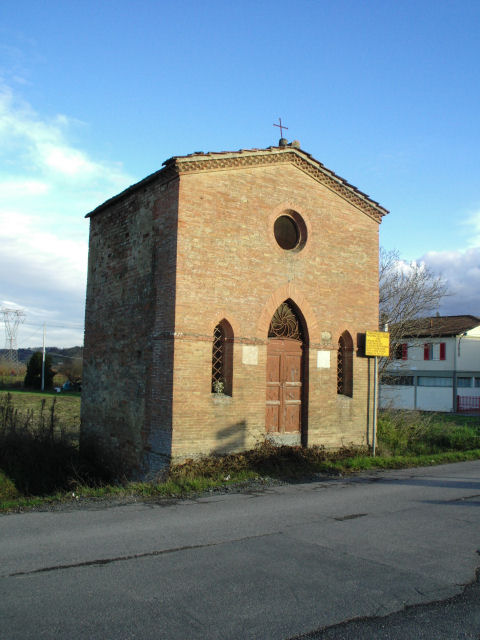
Madonna della Tosse
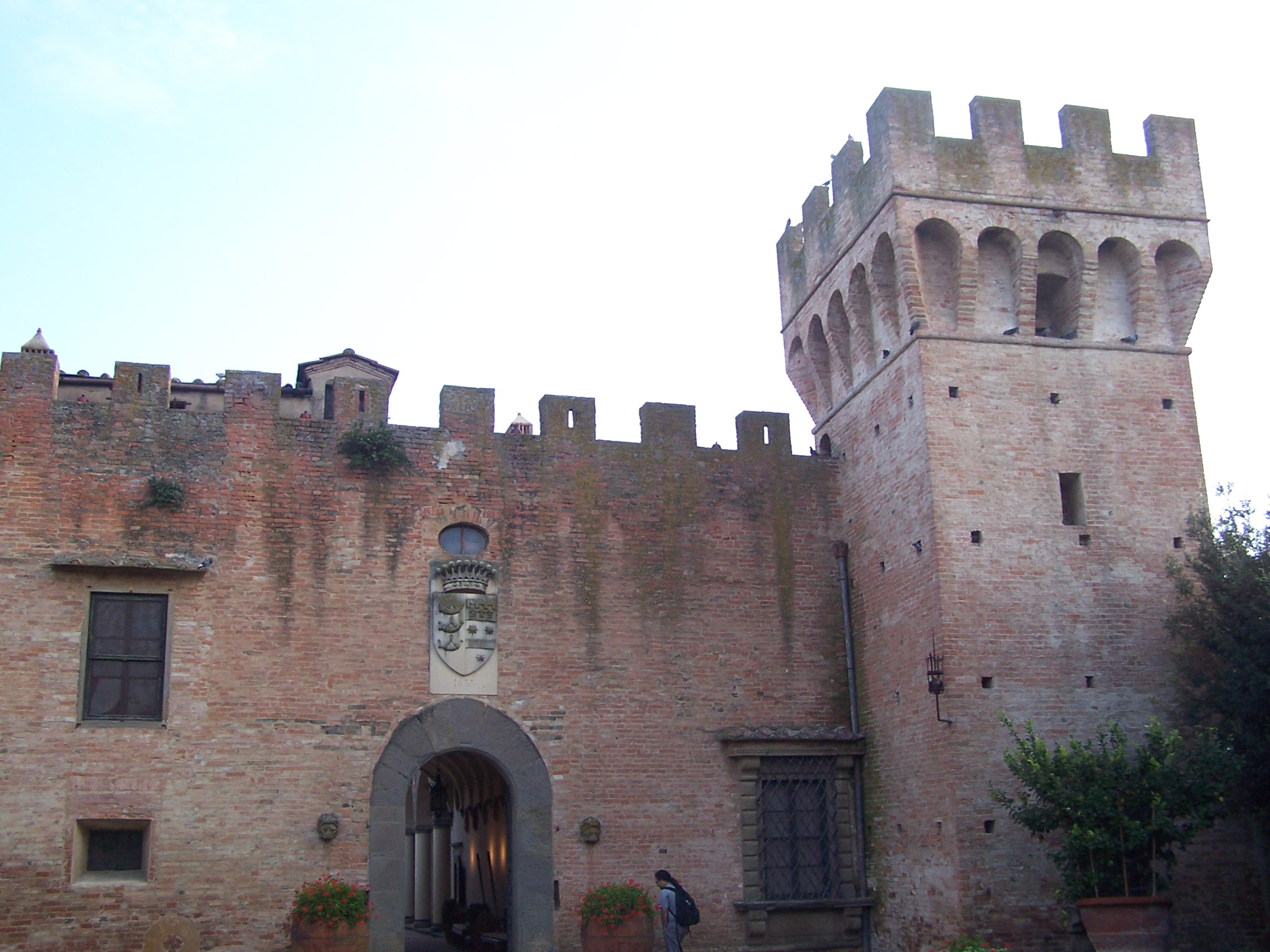
Castell Olivetto